# 蒲隆地
布隆迪共和國（buˈɾundi，[buˈʁundi]），通稱布隆迪，是一個位於東部非洲的小型內陸國家，其北、東、西面分別為卢旺达、坦桑尼亚與剛果民主共和國所包圍，其中與剛果民主共和國的邊界有超過一半座落在坦干依喀湖上。
布隆迪的首都为基特加，最大城市為布琼布拉，是位於坦干依喀湖湖畔的港口都市。布隆迪的官方語言有三種，包括英語、法語和隆迪語。
布隆迪是世界上最貧窮的國家之一，國內生產總值、人均國內生產總值與人類發展指數都位於國際排名中最後段。布隆迪也是聯合國所認定最低度開發國家之一。造成這種情形的原因主要是內戰、貪汙和人民教育程度不高，而且還流行着艾滋病。

## 历史
原名乌隆迪（Urundi），16世纪形成封建王国。19世纪中叶开始，英国、德国、比利时三国势力侵入。1890年被德国征服當地統治已久的王權，將此地列為德属东非的領土，並在1916年落入比利时軍隊的控制。第一次世界大戰後，國聯將當時已合併在一起的盧安達-烏隆地分配給比利时，比利时則透過間接的方式扶植當地王族統治該地區。直到第二次世界大戰結束後，盧安達-烏隆地變成聯合國託管領地的一部份，委由比利时代管，1959年時烏隆地與盧安達分開，1962年7月1日正式獨立，成為布隆迪王国。剛獨立時的布隆迪曾恢復過短暫的王權，但卻在1966年時由軍人出身的首相米歇爾·米孔貝羅罷黜了原本的王子（他才剛篡位沒有多久），成立布隆迪共和国，開始進入軍人獨裁執政的時期。
布隆迪境內有兩大主要民族，為數約只有一成半的圖西人自16世紀以來就一直擁有該國的統治權，控制著主要是由胡圖人組成的平民百姓，再加上非常稀少的原住民特瓦人（Twa）。這種少數民族佔高位的不正常社會結構埋下國家不穩定的惡種，並且在1993年10月時到達最高峰。那時剛上任才四個月、布隆迪有史以來第一位胡圖人身份的元首，也是首任民選總統的梅尔希奥·恩达达耶遭到以圖西人為主所控制的軍方暗殺。恩達達雅的死，導致全面性的種族衝突，在這場種族衝突中至少有二十萬的雙方人口遭到屠殺。直到2002年時主政的圖西政府終於在國際的斡旋下與四支不同的胡圖叛軍簽下停戰協議，而與最後一支反政府武装組織民族解放力量（法語：Conseil National Pour la Défense de la Démocratie–Forces pour la Défense de la Démocratie，CNDD–FDD）的停火協議，則是在2006年9月7日時於坦尚尼亞首都三蘭港签署。

## 地理
布隆迪為一個內陸國家，位於东非大裂谷之上，境內地形複雜，坦干依喀湖東岸突然高聳起來的陡峭山脊是非洲兩大河流尼羅河水系與剛果河水系的分水嶺，有「非洲之心」之稱，全國總面積27830平方公里。

### 位置
蒲隆地位處東非赤道之南，是一個內陸國家，國境呈三角形，東接坦尚尼亞，西鄰剛果民主共和國，北和盧安達毗連，是剛果河和尼羅河的分水嶺。

### 地形

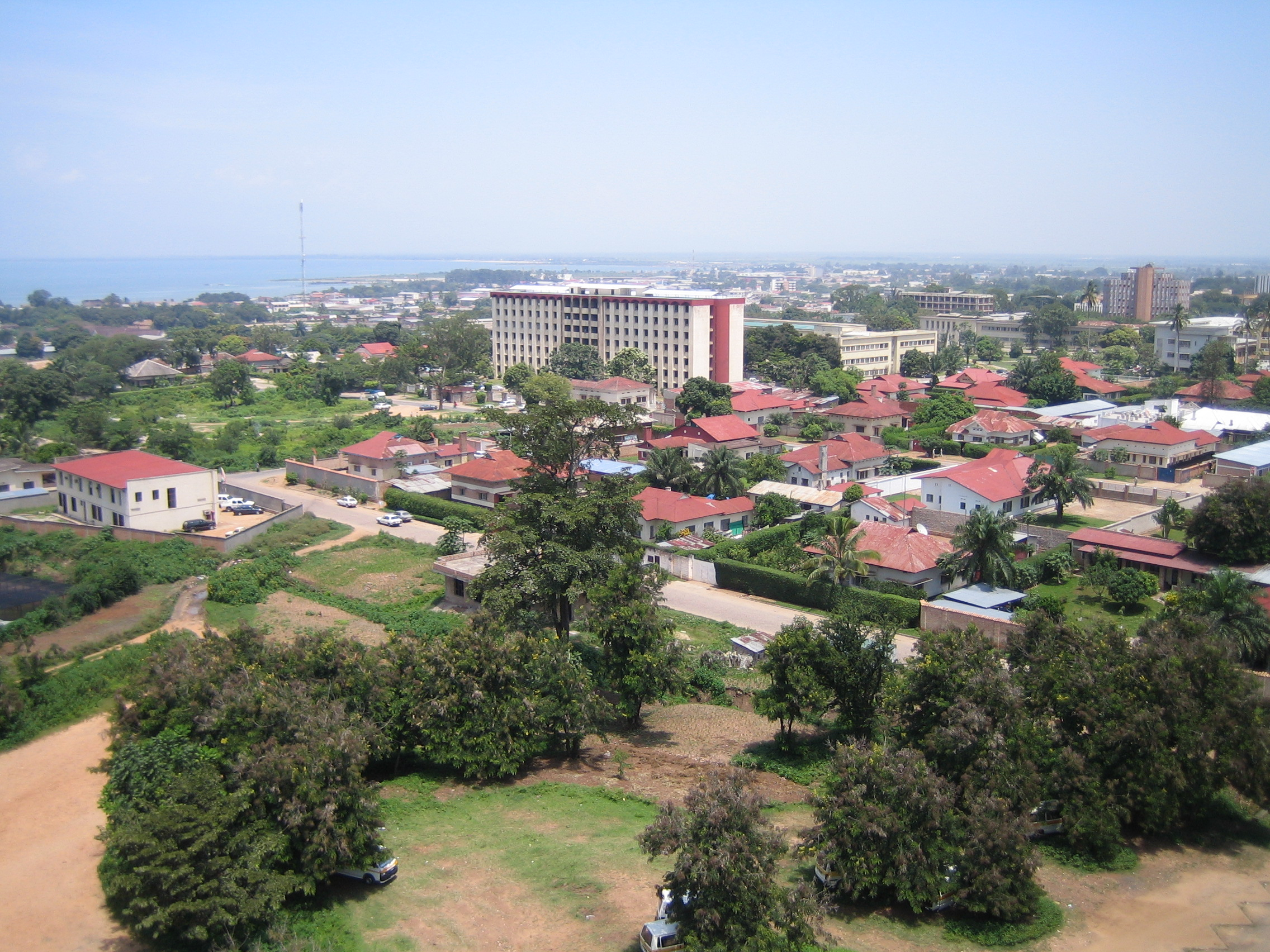
布松布拉

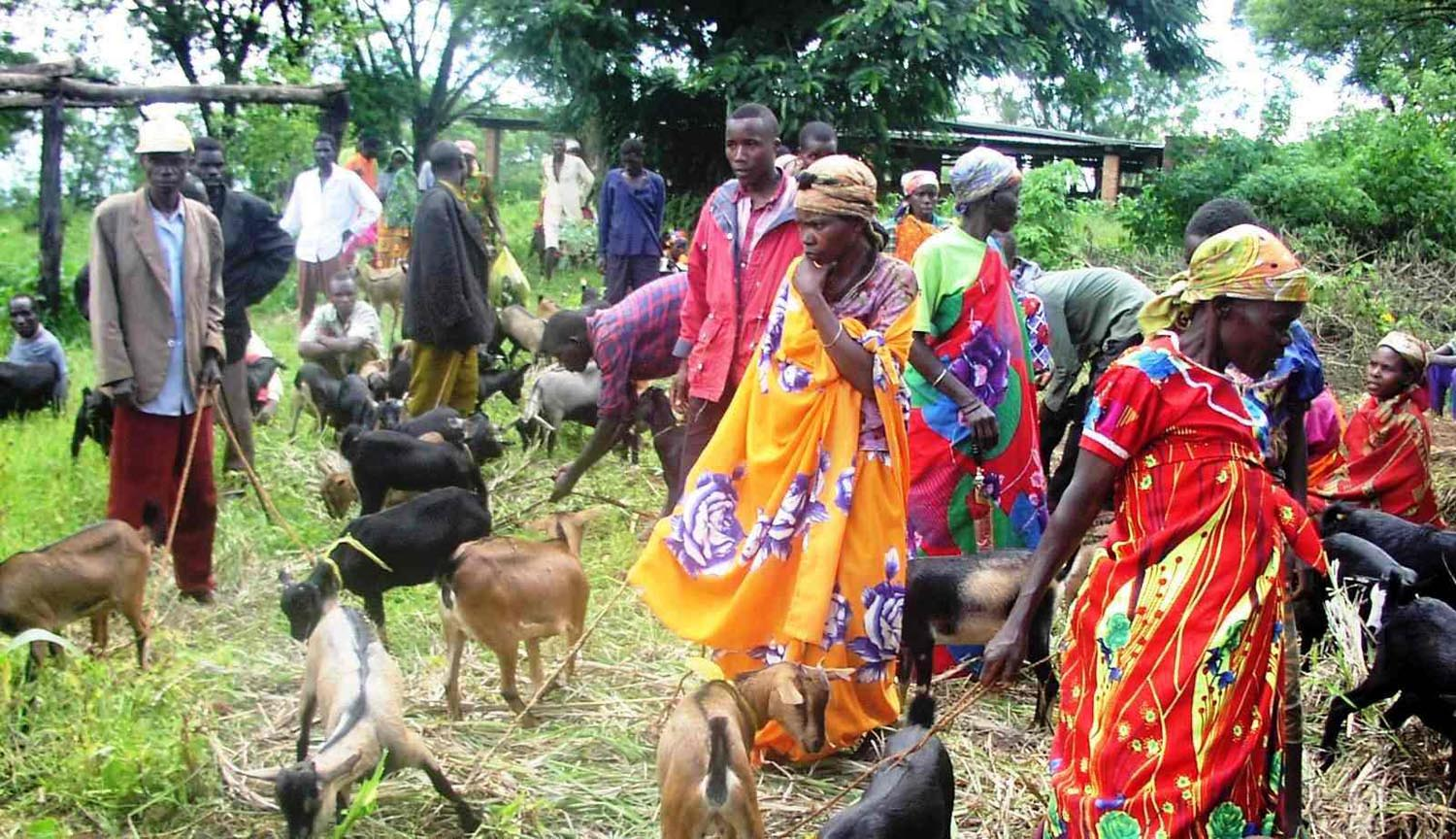
農村區域

蒲隆地全國大部为海拔1500米以上的高原，西部和盧安達的交界處，山嶺高聳，最高峰達2760米，地勢西高东低，到達坦尚尼亞還有1300多公尺的高度。西部向坦尚尼亞驟降到东非大裂谷西支。

### 水系

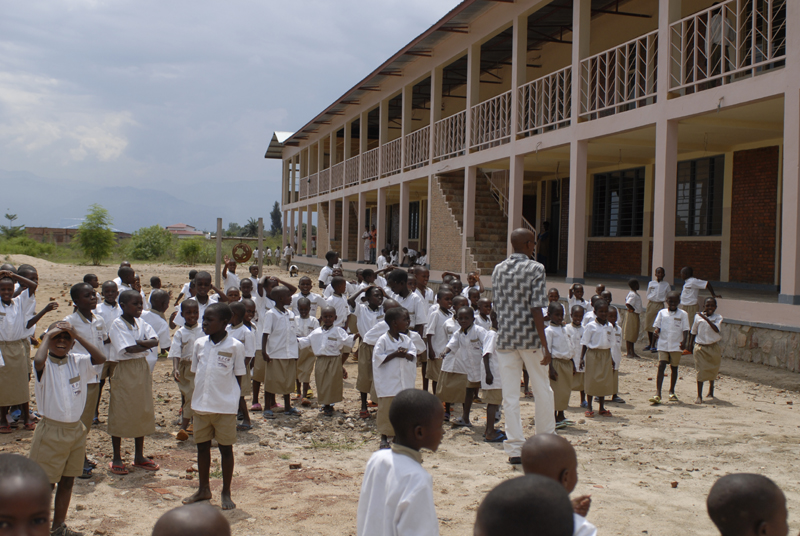
小學

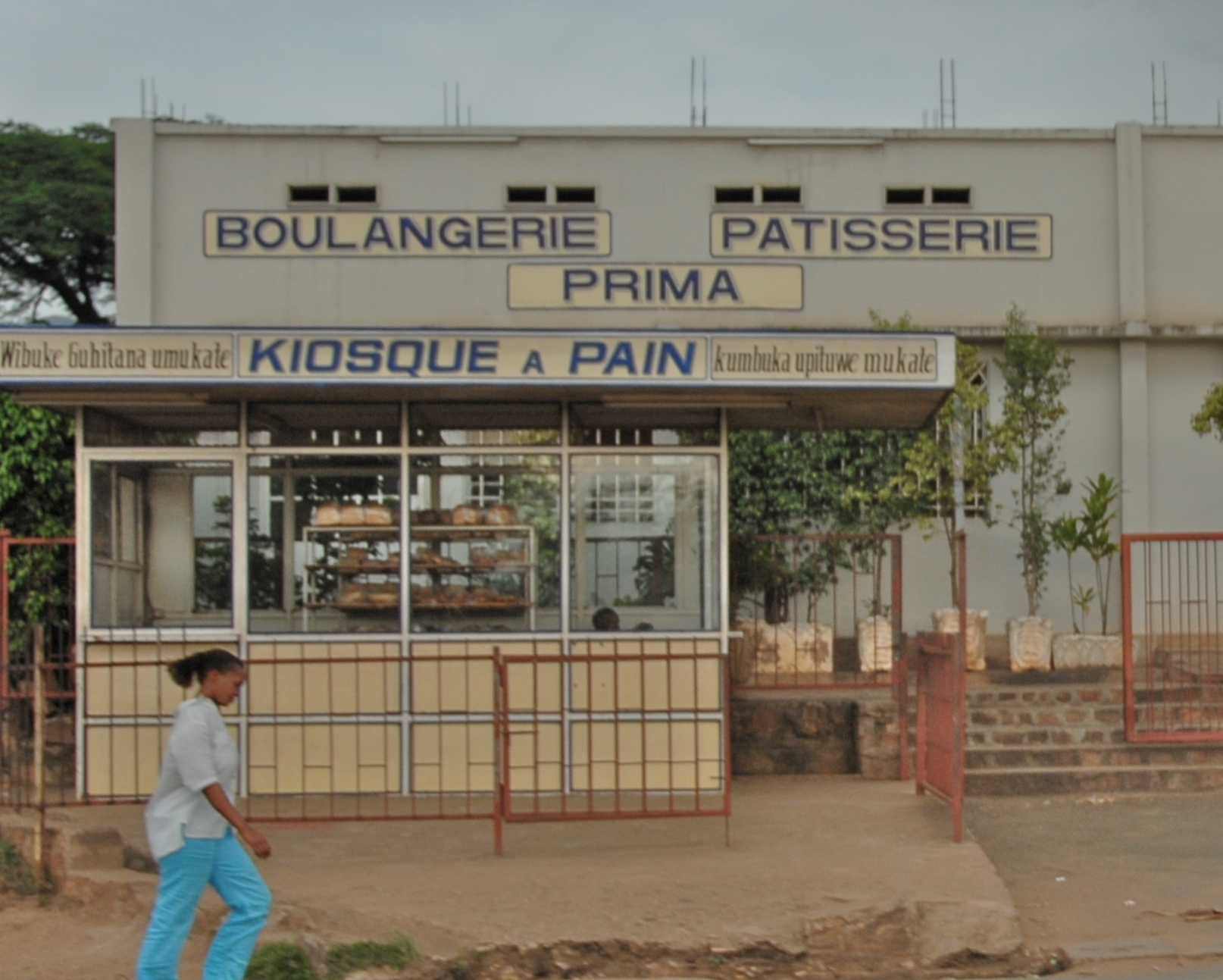
街頭商店

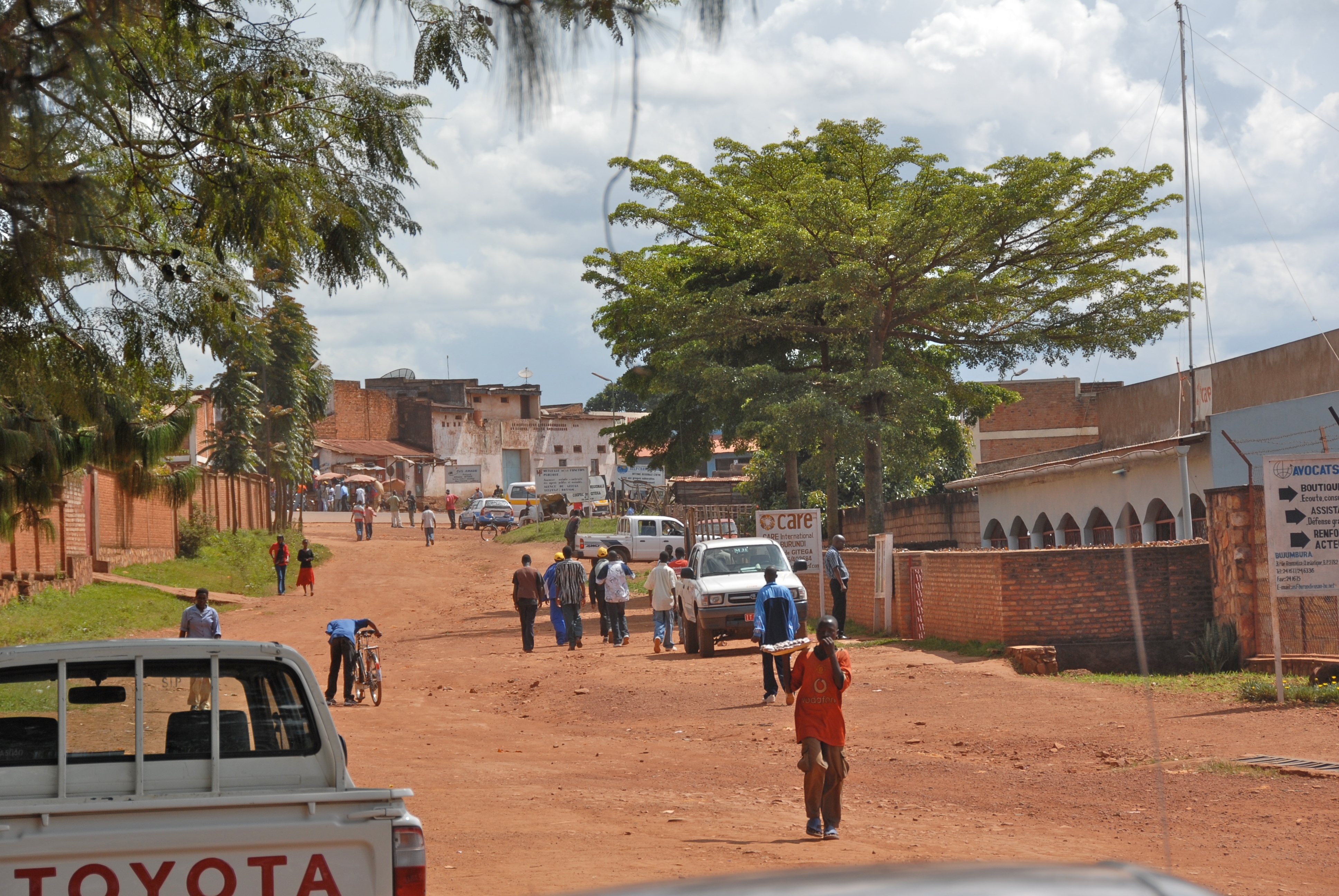
基特加城

東非裂谷的南端有魯濟濟河和坦干伊喀湖，坦干伊喀湖是個國際湖，有一半在蒲隆地境內。在國境西部還有基伏湖。

### 气候
热带草原气候为主，年降水量1200～1600毫米。
雖然位處赤道，但是氣候受地勢高度調節，境內雨量充沛。因為水利未修，所以時常引起嚴重的氾濫，常有災害，並且使坦干伊喀湖的水位增高，使得沿湖區港口的工業區、市區和一部份路基受到嚴重的損失，有時會被完全毀壞。

## 行政區劃
蒲隆地共有17個省級行政區，於2000年時，布松布拉分為兩個行政區，即布松布拉市和布松布拉鄉
1. 布班扎省 Bubanza
2. 布琼布拉城市省 Bujumbura Mairie
3. 布琼布拉乡村省 Bujumbura Rural
4. 布鲁里省 Bururi
5. 坎库佐省 Cankuzo
6. 锡比托凯省 Cibitoke
7. 基特加省 Gitega
8. 卡鲁济省 Karuzi
9. 卡扬扎省 Kayanza
10. 基龙多省 Kirundo
11. 马坎巴省 Makamba
12. 穆拉姆维亚省 Muramvya
13. 穆因加省 Muyinga
14. 穆瓦洛省 Mwaro
15. 恩戈齐省 Ngozi
16. 鲁塔纳省 Rutana
17. 鲁伊吉省 Ruyigi

## 經濟
咖啡與茶是蒲隆地最重要的兩樣外匯來源，但其收入好壞卻全得看當年的天候是否配合，與是否有發生人禍而導致收成減少。
香蕉、玉米、高粱亦為蒲隆地重要作物，其中香蕉生產量更達到全球前十名。

### 農業
農業在蒲隆地國家經濟上佔有重要的地位，但是境內缺乏優良的耕地，農耕方法又十分原始，因此糧產不足。主要農作物有咖啡、棉花、樹薯、豆類、蕃薯、蘆粟、香蕉、高梁、花生、馬鈴薯和燕麥等；奎寧、棕櫚仁、蓖麻油、菸葉、稻米和棕櫚油等也有少許產量，主要糧食作物為木薯、豆類及甜薯等，棉花及油椰產於裂谷低地，以魯濟濟河谷為主。

### 畜牧業
畜牧業是傳統產業，全國養有長角牛、山羊及綿羊等。

### 漁業
漁業規模不大，多集中在坦噶尼喀湖一帶，2005年魚獲量約14200公噸。

### 礦業
蒲隆地境內幾乎沒有礦產，過去只開採少量的錫、鎢和金等，國內一直到目前为止還沒有對礦產資源作有效的地質調查。

### 工業
工業還在萌芽階段中，只有咖啡和棉花的加工，以及啤酒和水泥的製造等，2007年全國供電量9200萬度(千瓦-小時)。

## 旅遊
- 基比拉國家公園
- 坦干依喀湖
- 基特加國家博物館

## 交通

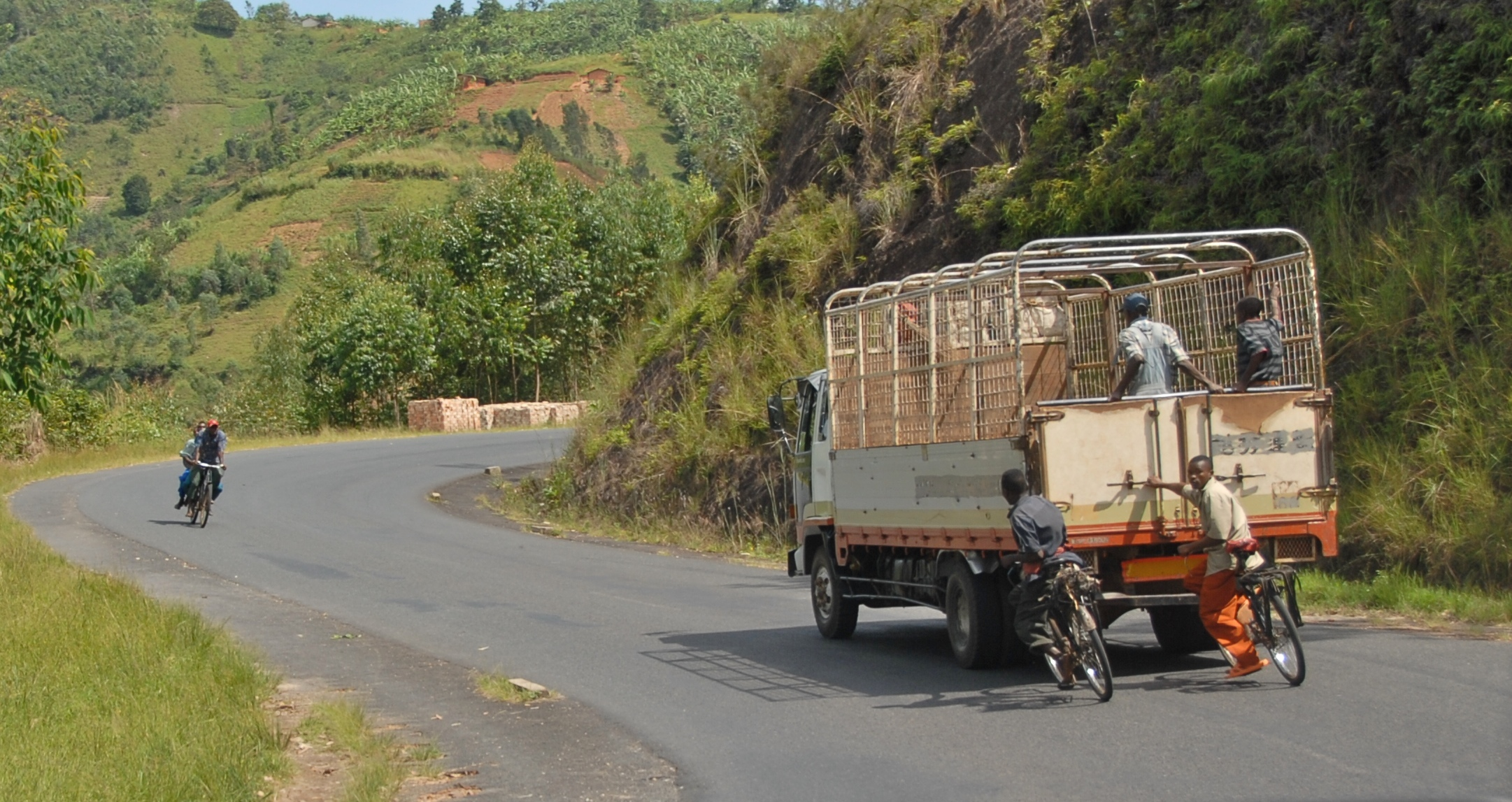
單車是蒲隆地人常用的交通工具。

交通十分不便，境內沒有鐵路，公路全長12,322公里，其中只有1286公里是柏油路面，次要公路長3700公里，其他都是鄉村道路；絕大多數公路缺乏保養，且在雨季中泥濘難行。國內共有各型汽車約48000輛。境內有汽車通往坦尚尼亞，布松布拉有布松布拉國際機場，有定期班機往返歐洲、剛果民主共和國和東非等地。
蒲隆地人騎單車拉香蕉到市場賣的紀錄片，在中國引發熱潮，並因而催生了指稱相關紀錄片主角和其他類似人物的流行語「奧德彪」一詞，甚至還因此引申出了「奧德彪語錄」。

## 國際貿易

### 出口貿易
在出口貿易方面，2009年輸出總值為6800萬美元，主要輸出品有咖啡、茶、糖、棉花和獸皮等，主要輸出國為瑞士、英國、巴基斯坦、比利時、盧安達及埃及。

### 進口貿易
蒲隆地2009年輸入總值約為2.75億美元，主要輸入品有機械、石油製品、食品等。主要輸入國是沙烏地阿拉伯、比利時、烏干達、肯亞、中國、法國、德國、印度、坦尚尼亞及日本。

## 外部連結
- （法文）蒲隆地政府網站 （页面存档备份，存于）
- （繁體中文）中華民國（台灣）外交部-蒲隆地國情簡介